# Schloss Gestorf

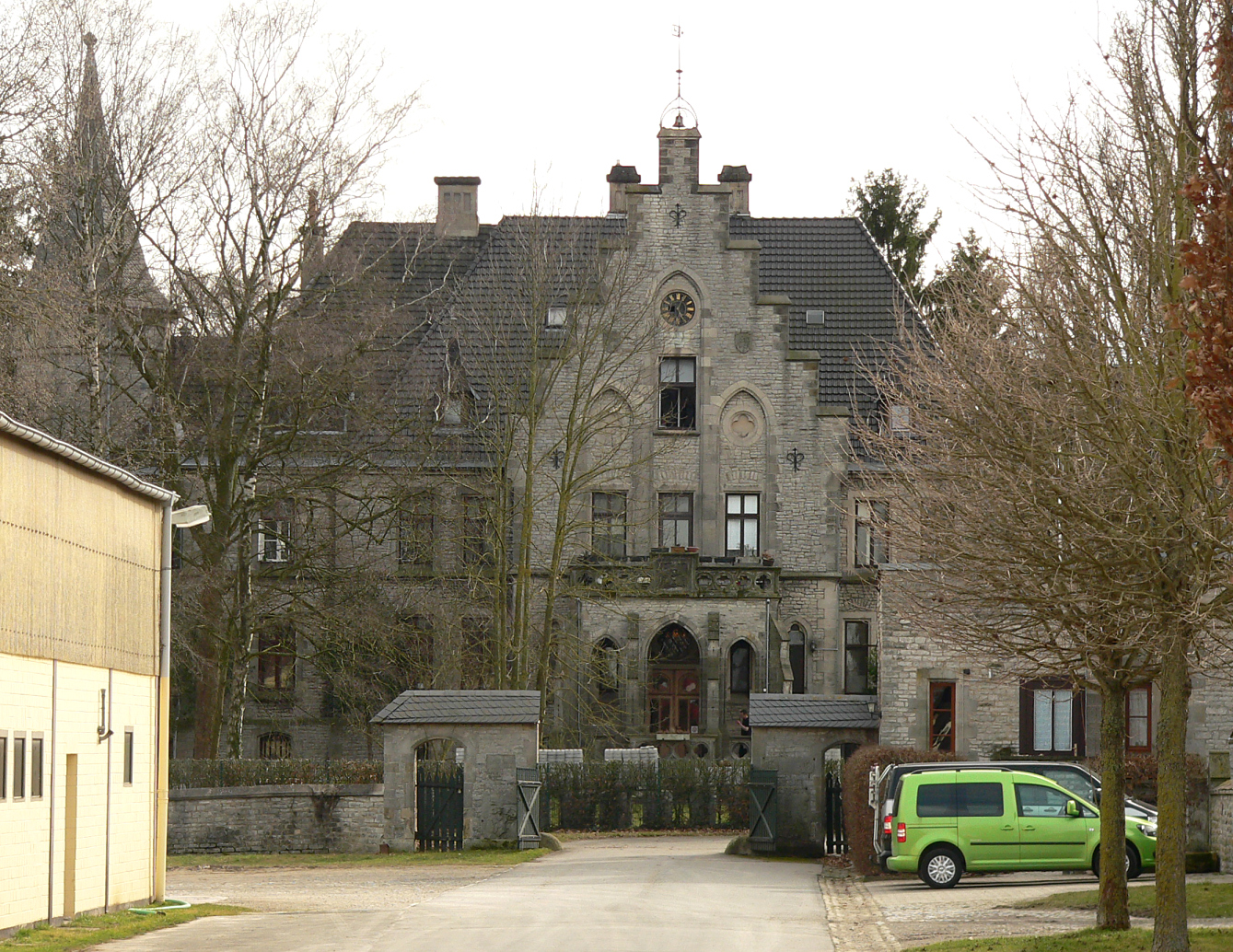
Herrenhaus Gestorf

Schloss Gestorf in Springe, Gemarkung Gestorf in der Region Hannover, ist ein schlossähnliches Anwesen mit Herrenhaus und großen, landwirtschaftlichen Bauten, die mit dem als Gartendenkmal ausgezeichneten Park als Ensemble unter Denkmalschutz stehen.

## Herrenhaus

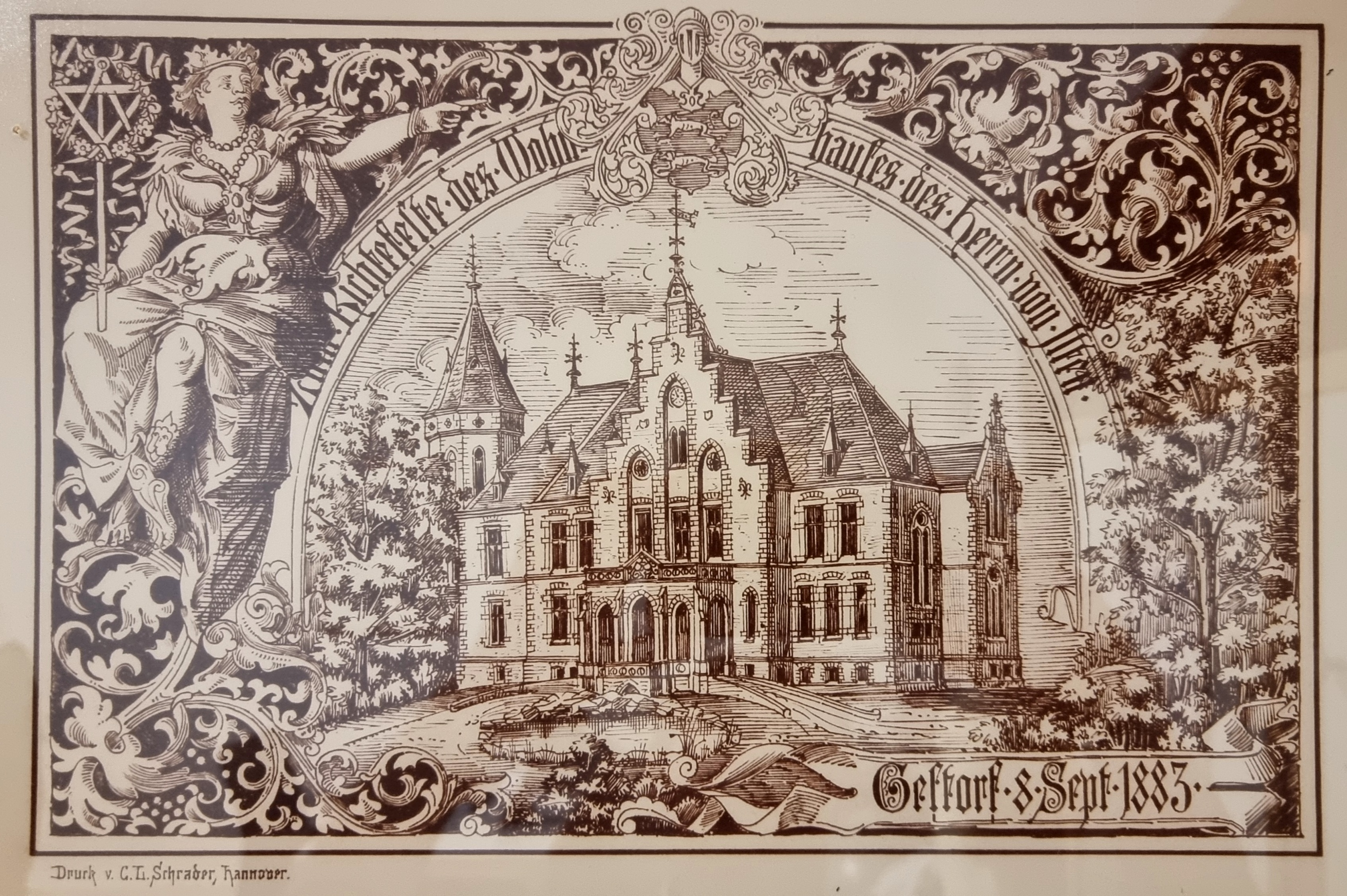
Ansicht "zum Richtfeste des Wohnhauses des Herrn von Ilten" am 8. September 1883 in Gestorf;
Druck von C. L. Schrader, Hannover

Das schlossähnliche Bauwerk im neugotischen Stil wurde im Jahre 1884 als Herrenhaus für die Familie von Ilten nach Plänen des hannoverschen Architekten Christoph Hehl errichtet. Es ist Teil des ehemaligen Rittergutes I. Das Herrenhaus ist umgeben von einem weitläufigen Hofgelände mit Scheunen, Ställen, Remisen und anderen Wirtschaftsgebäuden. Angrenzend befand sich früher der Gutsgarten, der im 19. Jahrhundert in einen Park umgewandelt wurde.
Das Herrenhaus wurde mit Kalkstein vom nahegelegenen Limberg erbaut, der vormals zum Gut gehörte. Der Bau ist von einem Mittelrisalit mit Treppengiebel und einem altanartig überbautem Portikus geprägt. Zum Gebäude gehört ein Turm.

## Geschichte

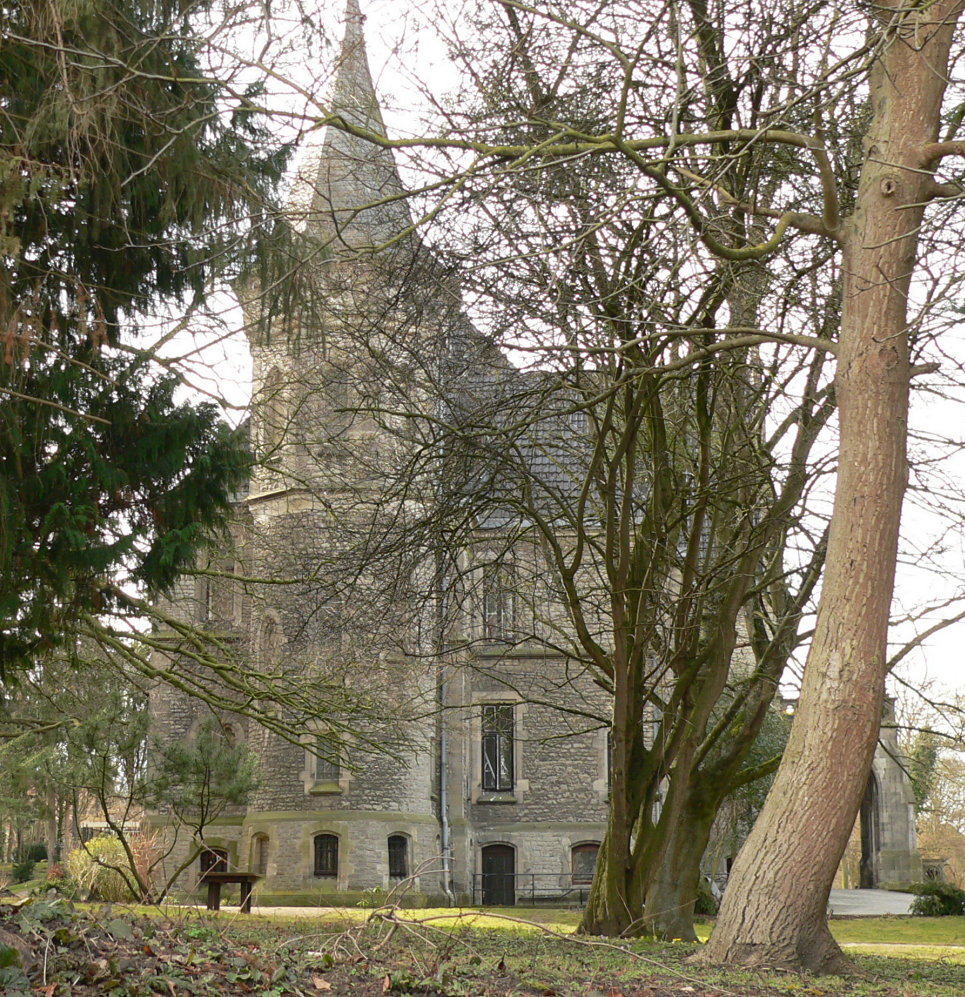
Seitenansicht des Herrenhauses mit Turm

Das Rittergut geht auf den Grundbesitz der Familie von Ilten in Gestorf seit dem 14. Jahrhundert zurück. Bis zur Mitte des 19. Jahrhunderts bestanden im Ort fünf Rittergüter, von denen drei Güter unter Wilhelm von Ilten zum Rittergut I zusammengelegt wurden. Es gehörte mit fast 3000 Morgen Land und Forst zu den größten Besitzungen im Calenberger Land.
Vorläufer des Herrenhauses war ein 1794 geschaffener Fachwerkbau, der 1881 durch einen Brand zerstört wurde. Etwa 50 Meter entfernt vom abgebrannten Haus wurde von 1883 bis 1884 das heute bestehende Herrenhaus in schlossbauartiger Weise errichtet.
Nach Ende des Zweiten Weltkriegs wurde das Herrenhaus von Heimatvertriebenen bewohnt. Die Familie von Ilten verkaufte das Haus 1954 an den Evangelischen Hilfsverein, der es als Altenheim nutzte. Im Jahr 1997 erwarb eine Suchthilfeeinrichtung aus Hannover das Herrenhaus und nutzt es, seit einer umfänglichen Renovierung des Innenbereichs, für die Wiedereingliederung suchtkranker Menschen.